# Hydraena inopinata
Hydraena inopinata är en skalbaggsart som beskrevs av Manfred A. Jäch och Díaz 1998. Hydraena inopinata ingår i släktet Hydraena och familjen vattenbrynsbaggar. Inga underarter finns listade i Catalogue of Life.